# Pseudachorutella asigillata
Pseudachorutella asigillata är en urinsektsart som först beskrevs av Börner 1901.  Pseudachorutella asigillata ingår i släktet Pseudachorutella, och familjen Neanuridae. Arten är reproducerande i Sverige.